# 拉爾夫·福勒
拉爾夫·霍華德·福勒爵士 OBE FRS（英語：Sir Ralph Howard Fowler，1889年1月17日—1944年7月28日），英國物理學家、天文學家。

## 學習經歷
福勒最初在家接受教育，而後則進入埃文斯預備學校和溫切斯特公學就讀。之後他獲得劍橋大學三一學院的獎學金，並且在此學習數學。並且以優異的成績畢業。在第三年的測驗裡，福勒以優異的成績通過測驗。

## 軍旅生涯
一次大戰的時候，福勒隸屬於英國皇家海軍砲兵隊。他在加利波利受到了嚴重的肩傷。 因為受傷的緣故，他被介紹給阿奇博爾德·希爾並為他工作。希爾帶領福勒進到了物理領域。這段期間，他擔任希爾的副手在鯨魚島進行研究，並且對於螺旋導彈的空氣動力學做出重大貢獻。因為這項工作，他在1918年獲得了大英帝國勳章。

## 學術生涯
1919年福勒回到了三一學院，並於隔年被任命為數學科的學院講師。在此他進行熱動力學與統計力學的研究，為物理化學引入了新的研究方法。他與愛德華·亞瑟·米爾恩合作，在恆星光譜、壓力、溫度等方面作了許多開創性的工作。1925年，他被選為皇家學會會士。1926年，他於其學生保羅·狄拉克運用統計力學作了白矮星的研究。1928年，他與洛薩·沃爾夫岡·諾德海姆合作發表了論文解釋現在被稱作場致電子放射的物理現象，並且幫助建立了電子價帶理論。他最先在1931年提出了熱力學第零定律。1932年，他被選為卡文迪許實驗室理論物理的主持人。
1939年二次世界大戰開戰，儘管身體狀況不佳他仍恢復與軍械局的工作，並被選為與美國、加拿大的科學聯絡人。由於曾經訪問普林斯頓大學和威斯康辛大學麥迪遜分校，他對美國相當了解。因科學聯絡人的工作，他在1942年被授予了騎士爵位。之後他在戰中回到英國，在軍械局與海軍總部工作幾個星期後過世。
共有十五名皇家學會院士、三位諾貝爾獎得主在1922年到1939年這段期間受到福勒的指導。除了米爾恩之外，他還曾經與亞瑟·愛丁頓、蘇布拉馬尼揚·錢德拉塞卡、保羅·狄拉克、威廉·馬克瑞等人合作。正是福勒在1923年將量子理論介紹給了保羅·狄拉克，也是他請波耳居中牽線，使狄拉克得以認識海森堡。在劍橋大學擔任教職期間，他總共指導了64名博士學生。

## 個人生活
福勒是一名業餘的板球好手，專門擔任守門員。1908年、1909年曾代表諾福克郡板球俱樂部在乙組錦標賽中出賽。
1921年，他娶了歐尼斯特·拉塞福的獨生女艾琳·瑪麗（1901-1930）。他們共有四个孩子，兩男兩女。艾琳在生完最後一個孩子（羅絲）後過世，羅絲之後嫁給了體外人工受精之父羅伯特·愛德華茲。